# 海茲維爾 (加利福尼亞州)
海茲維爾（英語：Hydesville）是位於美國加利福尼亞州洪堡縣的一個人口普查指定地區。

## 地理
海茲維爾的座標為40°32′51″N 124°05′50″W / 40.54750°N 124.09722°W，而該地最高點為海拔高度111米（即364英尺）。

## 人口
根據2010年美國人口普查的數據，海茲維爾的面積為19.424平方千米，當中陸地面積為19.424平方千米，而水域面積為0.000平方千米。當地共有人口1237人，而人口密度為每平方千米63人。